# María Fernanda Cardoso
María Fernanda Cardoso (Bogotá, 1963) es una artista colombiana residente en Australia desde 1990.

## Biografía
A principios de la década de 1980, Cardoso estudió arquitectura y artes visuales en la Universidad de los Andes en Bogotá, Colombia. En 1990 se gradúa de la maestría en Escultura en la Universidad de Yale, New Haven y hace un PhD en la Universidad de Sídney Sydney College of Arts. 
Su obra se especializa en la relación entre arte y vida, entre arte, la ciencia y tecnología, en la tradición de la historia natural. Considera la investigación como la base de su trabajo, lo que la ha llevado a colaborar con científicos, cinematógrafos, microscopistas, videógrafos, artistas de sonido, diseñadores industriales y arquitectos paisajistas. Con un énfasis en lo pequeño y lo maravilloso de la vida, su obra cuestiona nuestras suposiciones humanas de la superioridad de las especies. Su obra revela los fundamentos biológicos del arte y la cultura. Su trabajo se reconoce como pionero en hacer uso de materiales poco tradicionales, lo que la ha vinculado a explorar nuevas maneras de conservación y restauración de arte contemporáneo.
Su carrera abarca más de tres décadas, 28 países, 48 exposiciones individuales, 146 exposiciones colectivas, 9 comisiones de arte público y 12 performances. Ha expuesto en prestigiosas instituciones de todo el mundo, incluido el Centro Georges Pompidou en París, el Museo de Arte Moderno de Nueva York y el Centro Reina Sofía en Madrid. Sus obras se encuentran en numerosas colecciones en el mundo, incluida la Tate Modern de Londres, el Museo de Arte Moderno de Nueva York, el Museo de Arte Contemporáneo de Australia, la Galería Nacional de Australia, el Museo de Arte Moderno de San Francisco, el Pérez Art Museum Miami o la Colección Patricia Phelps de Cisneros.
Es hija de la arquitecta Eugenia Mantilla de Cardoso y hermana de la directora de cine Patricia Cardoso

## Trabajos destacados
Sus trabajos más destacados son El circo de Pulgas Cardoso, Agua Tejida, Cementerio, el Arte de la Desaparición, Museo de Órganos Copulatorios.